# 埃里克·尚托
埃里克·李·尚托 （英語：Eric Lee Shanteau，1983年10月1日—）来自美国佐治亚州利尔伯恩市，是美国的奥运游泳选手。现在美国得克萨斯州奥斯汀市生活和训练。

## 游泳生涯

### 学生时期
尚托在Parkview高中学习时，不仅是全美游泳冠军，同时获得了4.0的GPA满分。他就读于奥本大学期间，曾11次获得全美冠军。在2003年世界大学生运动会上，尚托取得了男子400米混合泳银牌。到2005年世界大学生运动会时，尚托成为了首位同时赢得男子200米和400米混合泳冠军的美国人。
2004年美国奥运游泳选拔赛（长滩），尚托的男子200米和400米混合泳均名列第三，200米蛙泳获第11名，都没有进入美国的奥运参赛名单。

### 癌症和北京奥运
2008年美国奥运游泳选拔赛，尚托击败了前世界纪录保持者汉森，在男子200米蛙泳中名列第二，从而取得了参加奥运会的参赛资格。其实在选拔赛的一周前，尚托已被告知自己身患睾丸癌，但他还是最终决定参赛。随后，他参加了2008年北京奥运会，尽管以0.13秒之差无缘决赛，但他游出了自己在200米蛙泳项目上的个人最好成绩。回国后，他立刻接受了手术，目前已康复。

### 2009年
在2009年全美游泳锦标赛暨世锦赛选拔赛（印第安纳波利斯）中，男子100米蛙泳，尚托仅次于马克·冈格洛夫以59.45的成绩位居第二；男子200米混合泳，尚托位居瑞安·洛赫特之后获得亚军，成绩为1:56.00，是当时世界第三好成绩；男子200米蛙泳，尚托以2:08.01获得金牌，并打破了自己在预赛中刚刚创造的全国纪录。尚托在参加的三个个人项目上，都游出了自己的历史最好成绩，并都取得了参加2009年世界游泳锦标赛的资格。

### 最好成绩
| 长池        | 长池  | 长池       | 长池      |
| 泳姿        | 长度  | 成绩       | 日期      |
| ----------- | ----- | ---------- | --------- |
| 蛙泳        | 100米 | 58.96 AR   | 2009.7.26 |
| 蛙泳        | 200米 | 2:07.42 AR | 2009.7.30 |
| 混合泳      | 200米 | 1:55.36    | 2009.7.30 |
| 混合泳      | 400米 | 4:14.33    | 2006.8.1  |
| AR 美洲纪录 |       |            |           |